# Alan Battersby
Alan Rushton Battersby FRS (Leigh, Inglaterra; 4 de marzo de 1925-10 de febrero de 2018) fue un químico orgánico británico, conocido por su trabajo genético y por su estudio de la estructura y síntesis artificial de la cianocobalamina o vitamina B12 en colaboración con un compañero y con el objetivo de trabajar en plantas alcaloides. Entre las múltiples distinciones a su carrera ganó en 1984 la Medalla Real, en 1989 el Premio Wolf en Química y en 2000 la Medalla Copley.

## Biografía
Ocupó la cátedra BP de química orgánica de la Universidad de Cambridge entre 1988 y 1992. 
Fue conocido por su investigación sobre la biosíntesis de los «pigmentos de la vida» como el grupo hemo, la clorofila y la vitamina B12 que tienen estructuras tetrapirolicas relacionadas. Demostró el papel esencial de dos encimas, deaminasa y cosintasa, en la construcción de los anillos que dan sus peculiares características a estas estructuras.
Fue ganador del Premio Wolf en Química junto a Duilio Arigoni de la Escuela Politécnica Federal de Zúrich en 1989 por sus «contribuciones fundamentales en el descubrimiento de los mecanismos de reacciones enzimáticas y de la biosíntesis de productos naturales, en particular de los pigmentos de la vida».